# Apărarea Vaticanului

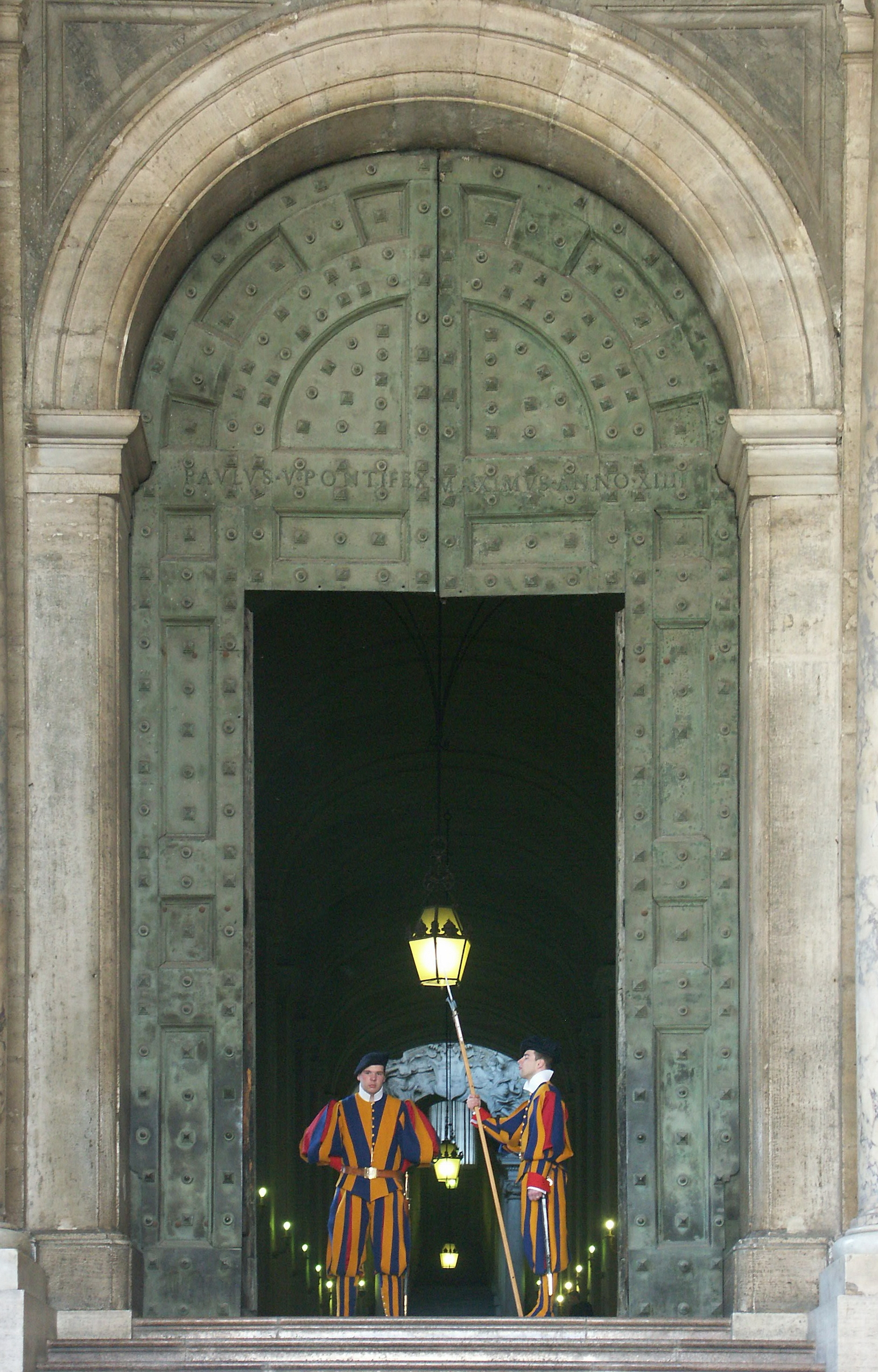
Garda Elvețiană

Apărarea Vaticanului este asigurată de Garda Elvețiană a Vaticanului și de Corpo della Gendarmeria (poliția). 